# William Shockley
William Bradford Shockley (ur. 13 lutego 1910 w Londynie, zm. 12 sierpnia 1989 w Stanford) – amerykański fizyk, współwynalazca tranzystora (razem z Johnem Bardeenem i Walterem Brattainem); trójka uczonych została uhonorowana w roku 1956 Nagrodą Nobla w dziedzinie fizyki.
Był profesorem Stanford University i członkiem Narodowej Akademii Nauk w Waszyngtonie. Odkrywca w roku 1950 opisującego diody prawa nazwanego jego imieniem i konstruktor, rok później, tranzystora bipolarnego.
W późniejszych latach życia stał się postacią kontrowersyjną, głównie z powodu popierania eugeniki i płynących z tego oskarżeń o rasizm.